# Skyhooks
Skyhooks – australijska grupa rockowa założona w 1973 w Melbourne. Zespół zaliczany jest niekiedy do nurtu glam rock, ze względu na ekstrawagancki wizerunek sceniczny (kostiumy i makijaż).
Skład zespołu ustabilizował się po roku działalności i kilku zmianach personalnych. W grupie pozostali dwaj założyciele: Greg Macainsh (gitara basowa) i Imants „Freddie” Strauks (perkusja). Towarzyszyli im Bob „Bongo” Starkie (gitara), Red Symons (śpiew, gitara i instrumenty klawiszowe) oraz Graeme „Shirley” Strachan (śpiew).
Muzyka Skyhooks wzbudzała w Australii liczne kontrowersje, jako że teksty niektórych piosenek opisywały bez niedomówień życie towarzyskie nastoletniej młodzieży, w tym zażywanie narkotyków, a niekiedy expressis verbis mówiły na temat seksu oraz homoseksualizmu. Zdaniem Iana McFarlane’a, dziennikarza muzycznego i autora leksykonu The Encyclopedia of Australian Rock and Pop, grupa miała ogromny wpływ na australijską kulturę.
Dwa spośród pięciu albumów studyjnych Skyhooks trafiły na szczyt tygodniowych zestawień Kent Music Report: debiut Living in the 70's (na 16 tygodni) oraz Ego Is Not a Dirty Word (11 tyg.). Single, które trafiły na pierwsze miejsce listy przebojów to: „Horror Movie” (styczeń 1975) i „Jukebox in Siberia” (listopad 1990).
W 1977 grupę opuścił Symons, w 1978 także Strachan, który w 1976 rozpoczął karierę solową. Obaj zostali później popularnymi prezenterami telewizyjnymi i radiowymi. Skyhooks kontynuowali działalność do czerwca 1980. Krótkie reaktywizacje zespołu miały miejsce w 1983, 1984, 1990 i w 1994. W 1992 grupa została wprowadzona do galerii sław australijskiego stowarzyszenia przemysłu nagraniowego Australian Recording Industry Association.
Graeme Strachan zginął 29 sierpnia 2001 w wypadku helikoptera. W październiku 2005 zmarł jeden z założycieli grupy, wokalista Steve Hill.

## Skład
Ostatni skład
- Greg Macainsh – gitara basowa, podkład wokalny (1973-1980, 1983, 1984, 1990, 1994)
- Bob Starkie alias „Bongo Starr” – gitara, podkład wokalny (1973-1980, 1983, 1984, 1990, 1994)
- Graeme „Shirley” Strachan – wokal główny (1974-1978, 1983, 1984, 1990, 1994) – zmarł w 2001
- Imants Strauks alias „Freddie Kaboodleschnitzer” – perkusja, podkład wokalny, (1973-1980, 1983, 1984, 1990, 1994)
- Red Symons - gitara prowadząca, wokal główny, podkład wokalny, instrumenty klawiszowe (1973-1977, 1983, 1984, 1990, 1994)

Pozostali członkowie:
- Steve Hill – wokal wiodący (1973-1974) – zmarł w 2005
- Peter Ingliss – gitara (1973)
- Peter Starkie – gitara (1973)
- Bob Spencer – gitara (1977-1980)
- Tony Williams – wokal wiodący (1978-1980)

## Dyskografia

### Albumy studyjne
- Living in the 70's (1974)
- Ego Is Not a Dirty Word (1975)
- Straight in a Gay Gay World (1976)
- Guilty Until Proven Insane (1978)
- Hot for the Orient (1980)

### Albumy kompilacyjne
- The Skyhooks Tapes (1977)
- The Best of Skyhooks (1979)
- The Skyhooks Box (1982)
- The Latest And Greatest (1990)
- The Collection (1998)
- The Lost Album (1999)

### Albumy koncertowe
- Live! Be In It (1978)
- Live in the 80's (1983)
- The Skyhooks Roadcase (1992)

### Single
| Rok                            | Tytuł                                                  | Pozycja na liście | Pozycja na liście |
| Rok                            | Tytuł                                                  | AUS               | NZL               |
| ------------------------------ | ------------------------------------------------------ | ----------------- | ----------------- |
| 1974                           | Living in the 70's                                     | 28                | —                 |
| 1975                           | Horror Movie                                           | 1                 | —                 |
| 1975                           | Ego Is Not a Dirty Word                                | 2                 | —                 |
| 1975                           | All My Friends Are Getting Married                     | 2                 | —                 |
| 1975                           | Million Dollar Riff                                    | 6                 | —                 |
| 1975                           | Million Dollar Riff                                    | 6                 | —                 |
| 1976                           | Mercedes Ladies (wydany tylko w Stanach Zjednoczonych) | —                 | —                 |
| 1976                           | Let It Rock                                            | 26                | —                 |
| 1976                           | This Is My City                                        | 32                | —                 |
| 1976                           | Blue Jeans                                             | 12                | 3                 |
| 1977                           | Party to End All Parties                               | 24                | —                 |
| 1978                           | Women in Uniform                                       | 8                 | —                 |
| 1978                           | Megalomania                                            | 93                | —                 |
| 1979                           | Over the Border                                        | 32                | —                 |
| 1980                           | This Town Is Boring                                    | —                 | —                 |
| 1980                           | Keep the Junk in America                               | —                 | —                 |
| 1980                           | White Skin Black Sheets (wydany tylko w Kanadzie)      | —                 | —                 |
| 1982                           | Hooked on Hooks                                        | 21                | —                 |
| 1990                           | Jukebox in Siberia                                     | 1                 | 32                |
| 1990                           | Tall Timber                                            | —                 | —                 |
| 1994                           | Happy Hippy Hut / Ballad of Oz (Daddy Cool)            | 35                | —                 |
| „—” pozycja nie była notowana. |                                                        |                   |                   |